# اسمية
الاسمانية أو الاسمية أو المذھب الاسمي هو تیار في فلسفة العصور الوسطى، يَعتبِر المفاھیم الكلیة مجرد أسماء للأشیاء الجزئیة. وأصحاب المذھب الاسمي يؤكدون في مقابل واقعیة العصور الوسطى أن الأشیاء الجزئیة وحدھا، بخصائصھا الجزئیة، ھي التي توجد حقا. أما المفاھیم العامة التي تخلقھا أفكارنا من ھذه الأشیاء –وھي أبعد من أن توجد في استقلال عن الأشیاء– لا تعكس حتى خواصھا وصفاتھا. والاسمية يرتبط ارتباط لا ينفصم بالاتجاھات المادية لإدراك أولیة الأشیاء وثانوية طبیعة المفاھیم. والاسمية –في رأي ماركس– كان أول تعبیر عن المادية في العصور الوسطى. غیر أن أصحاب الاسمية لم يفھموا أن المفاھیم العامة تعكس الصفات الواقعیة للأشیاء الموجودة موضوعیا، وأن الأشیاء الجزئیة لا تنفصل عما ھو عام بل تحتويه داخلھا. وكان روسلین وجون دانز سكوطس ووليم الأوكامي أبرز أصحاب الاسمية من القرن الحادي عشر إلى القرن الرابع عشر. وقد تطورت أفكار الاسمية على أساس مثالي في مذاھب بركلي وديفيد هيوم، وبعد ھذا حديثا في الفلسفة السیمنطیقیة.

## شواهد فلسفية
فرفريوس:
ما ذكره إبن خلدون في المقدمة:
كندياك: